# جواز سفر غواتيمالي

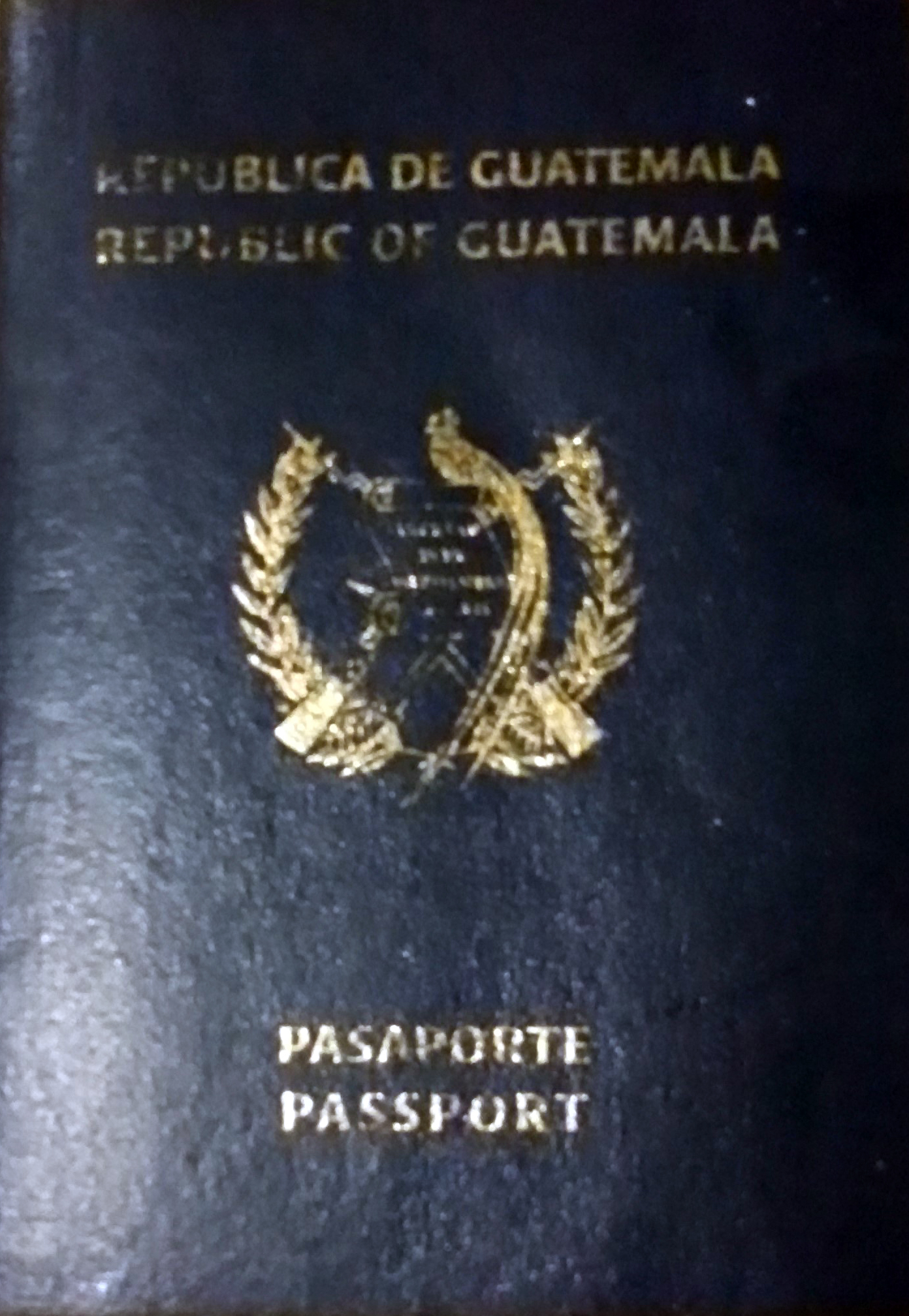
جواز السفر السابق

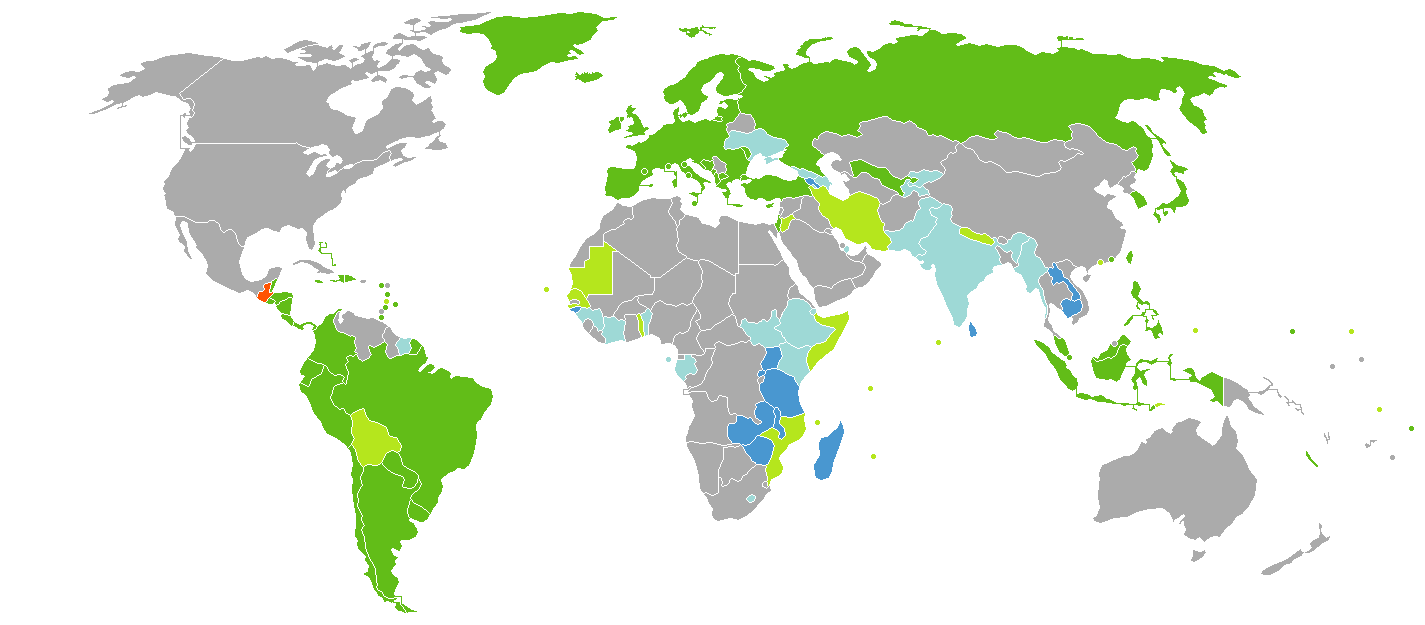
متطلبات التأشيرة
غواتيمالا
بدون تأشيرة
تأشيرة عند الوصول
تأشيرة عند الوصول أو تأشيرة إلكترونية
تأشيرة إلكترونية
مطلوب تأشيرة

يصدر جواز السفر الغواتيمالي لمواطني غواتيمالا بغرض السفر إلى خارج غواتيمالا. اعتبارًا من 2 يوليو 2019 كان مواطنو غواتيمالا يتمتعون بإمكانية الدخول بدون تأشيرة أو تأشيرة عند الوصول إلى 133 دولة وإقليم مما جعل جواز السفر الغواتيمالي يحتل المرتبة 39 من حيث حرية السفر وفقًا لمؤشر هينلي لجوازات السفر.

## روابط خارجية
- المديرية العامة للهجرة في غواتيمالا نسخة محفوظة 16 سبتمبر 2008 على موقع واي باك مشين.
- وزارة الخارجية في دولة غواتيمالا